# Keith Hernandez
Keith Hernandez (ur. 20 października 1953 w San Francisco) – amerykański baseballista, który występował na pozycji pierwszobazowego przez 17 sezonów w Major League Baseball.

## Przebieg kariery
Hernandez został wybrany w 1971 roku w 42. rundzie draftu przez St. Louis Cardinals i początkowo grał w klubach farmerskich tego zespołu, między innymi w Tulsa Oilers, reprezentującym poziom Triple-A. W MLB zadebiutował 30 sierpnia 1974 w meczu przeciwko San Francisco Giants, w którym zaliczył uderzenie i RBI. W 1978 po raz pierwszy otrzymał Złotą Rękawicę, zaś rok później po raz pierwszy wystąpił w All-Star Game, miał najlepszą w lidze średnią uderzeń (0,344) i wraz z Williem Stargellem został wybrany najbardziej wartościowym zawodnikiem sezonu zasadniczego.
W 1982 zagrał we wszystkich meczach World Series, w których Cardinals pokonali Milwaukee Brewers 4–3. W czerwcu 1983 w ramach wymiany zawodników przeszedł do New York Mets. W 1986 zdobył drugi mistrzowski tytuł po tym, jak Mets wygrali w World Series z Boston Red Sox 4–3. 6 maja 1987 został pierwszym w historii klubu kapitanem zespołu. W sezonie 1990 grał w Cleveland Indians, w którym zakończył karierę.
Od 2006 jest sprawozdawcą z meczów New York Mets.

## Nagrody i wyróżnienia
| Nagroda/wyróżnienie         | Lata                                                             | Źródło      |
| MVP National League         | 1979                                                             | [ 6 ]       |
| 5× All-Star                 | 1979, 1980, 1984, 1986, 1987                                     | [ 6 ]       |
| 11× Gold Glove Award        | 1978, 1979, 1980, 1981, 1982, 1983, 1984, 1985, 1986, 1987, 1988 | [ 5 ]       |
| 2× Silver Slugger Award     | 1980, 1984                                                       | [ 10 ]      |
| 2× zwycięzca w World Series | 1982, 1986                                                       | [ 7 ] [ 8 ] |
| # 17 zastrzeżony przez Mets | 2022                                                             | [ 11 ]      |